# Tethea
Tethea är ett släkte av fjärilar som beskrevs av Ferdinand Ochsenheimer 1816. Tethea ingår i familjen sikelvingar.

## Bildgalleri

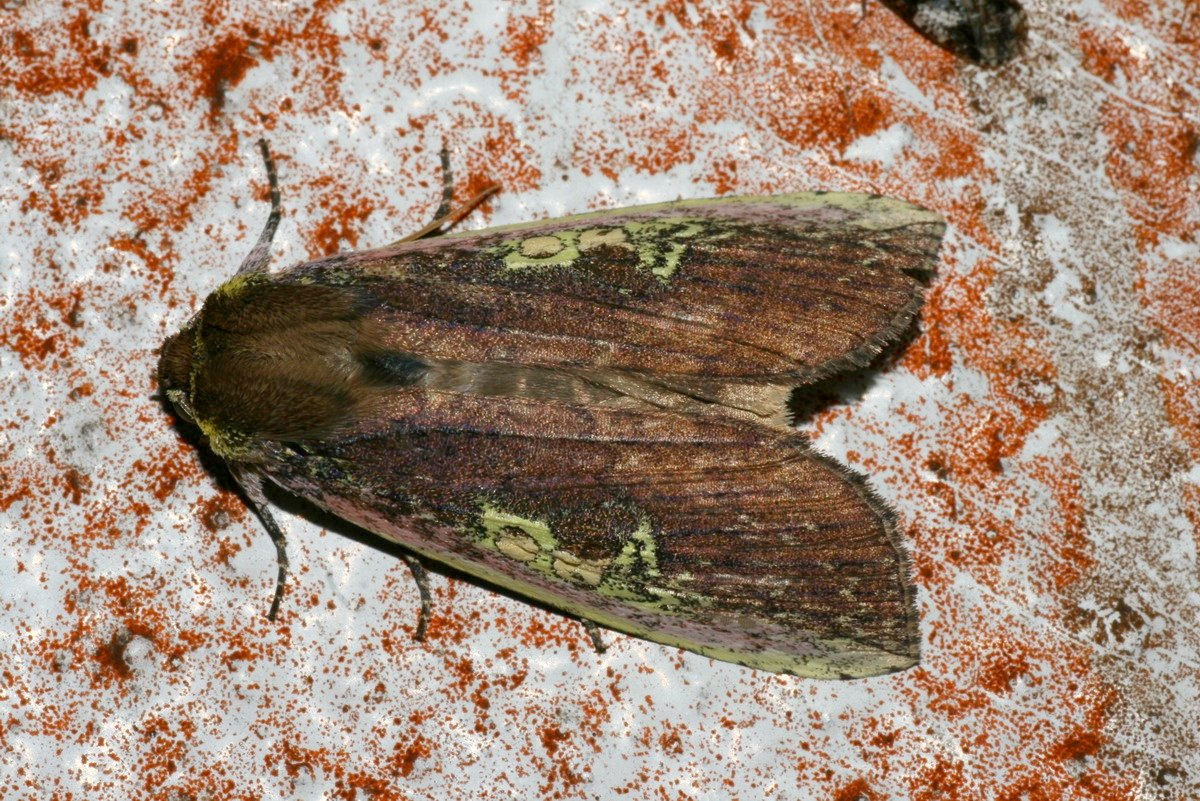
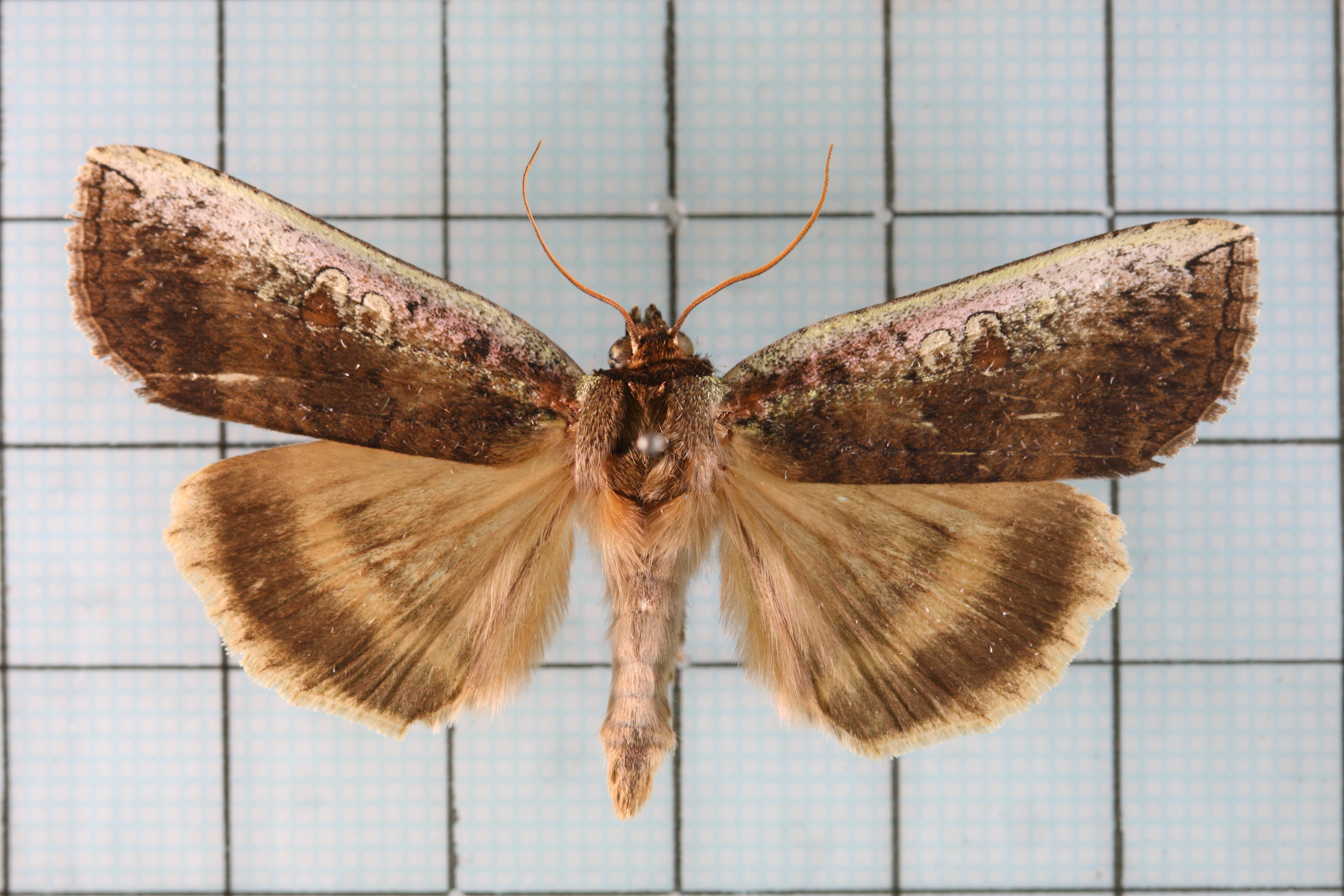
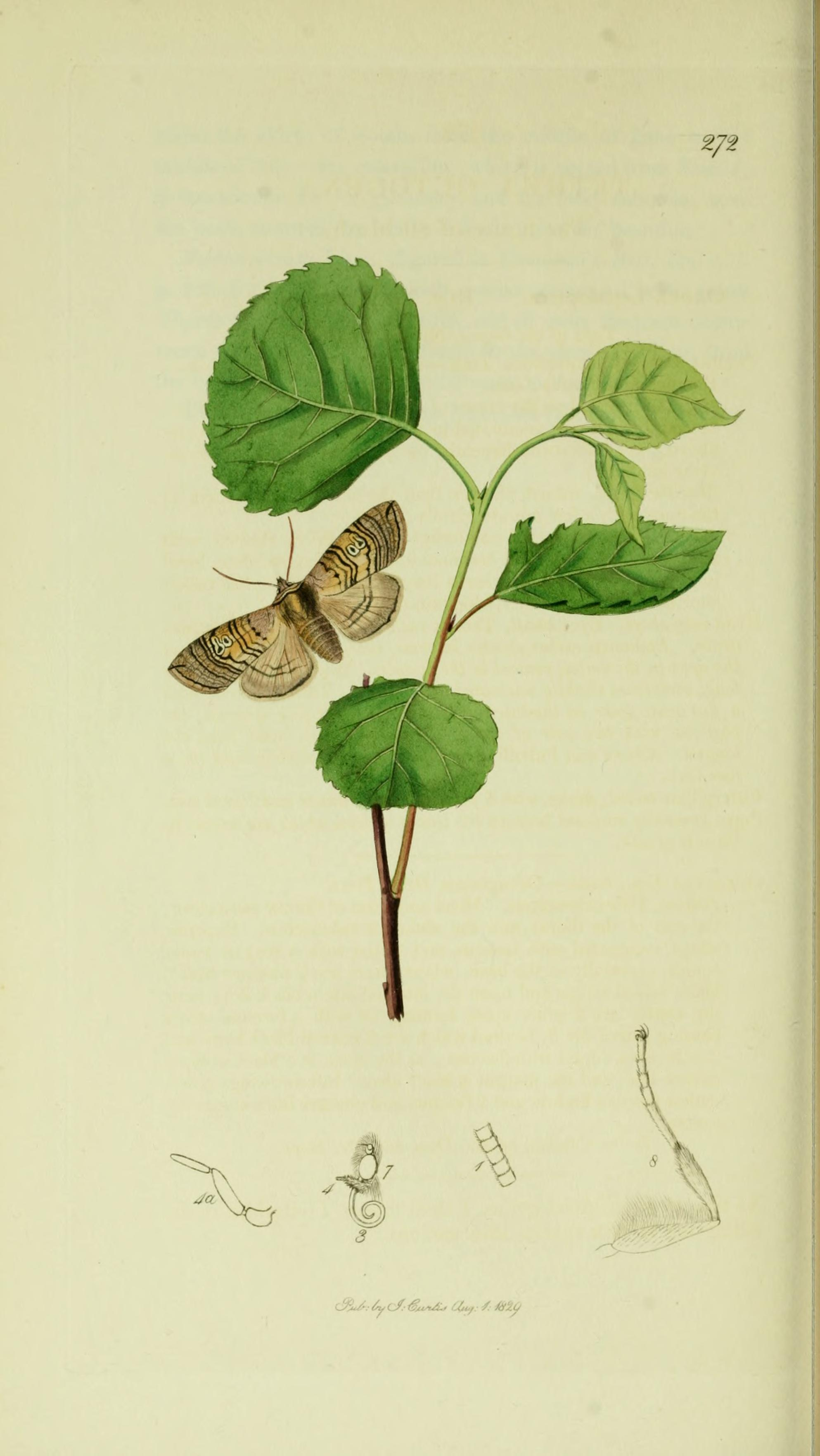
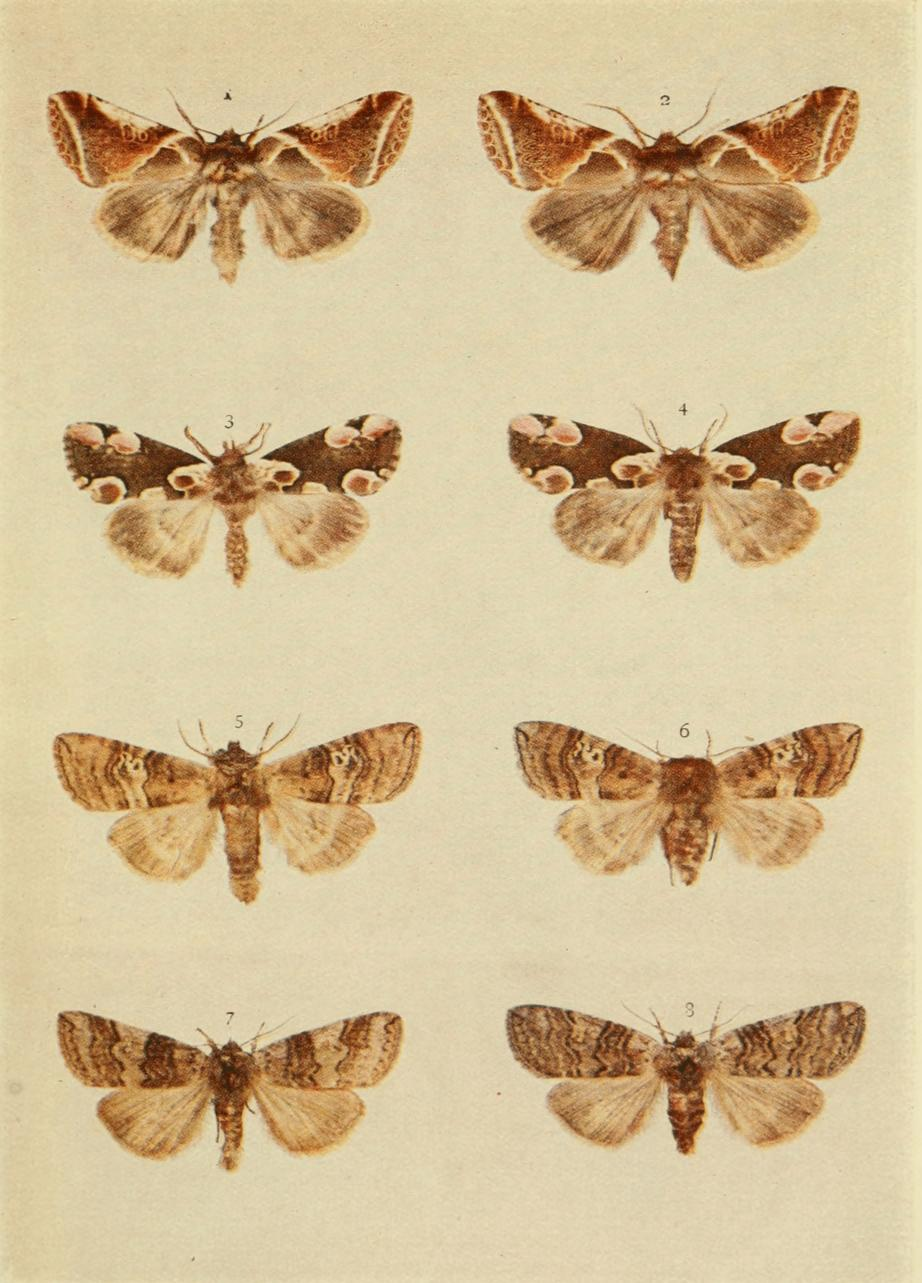
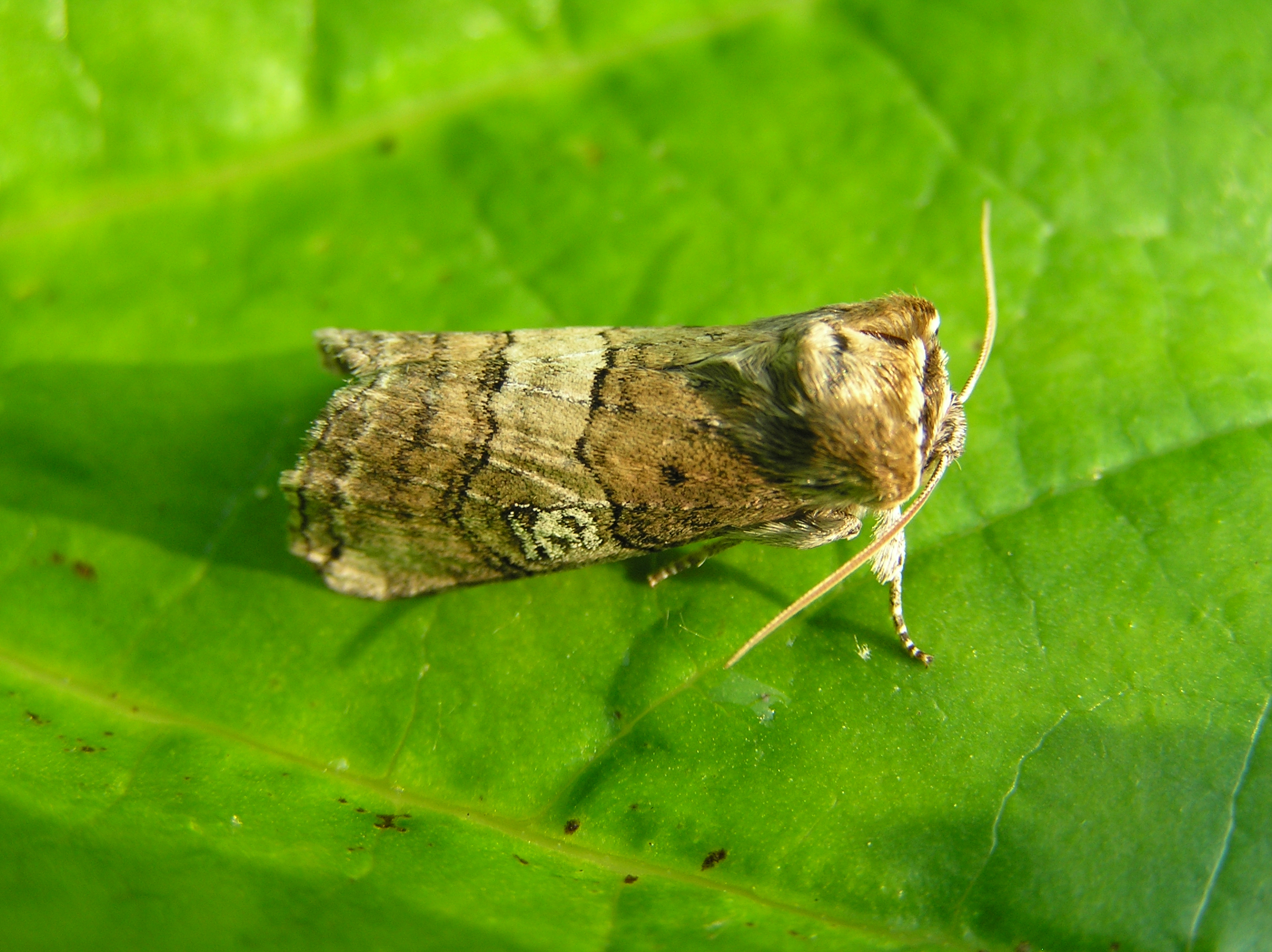
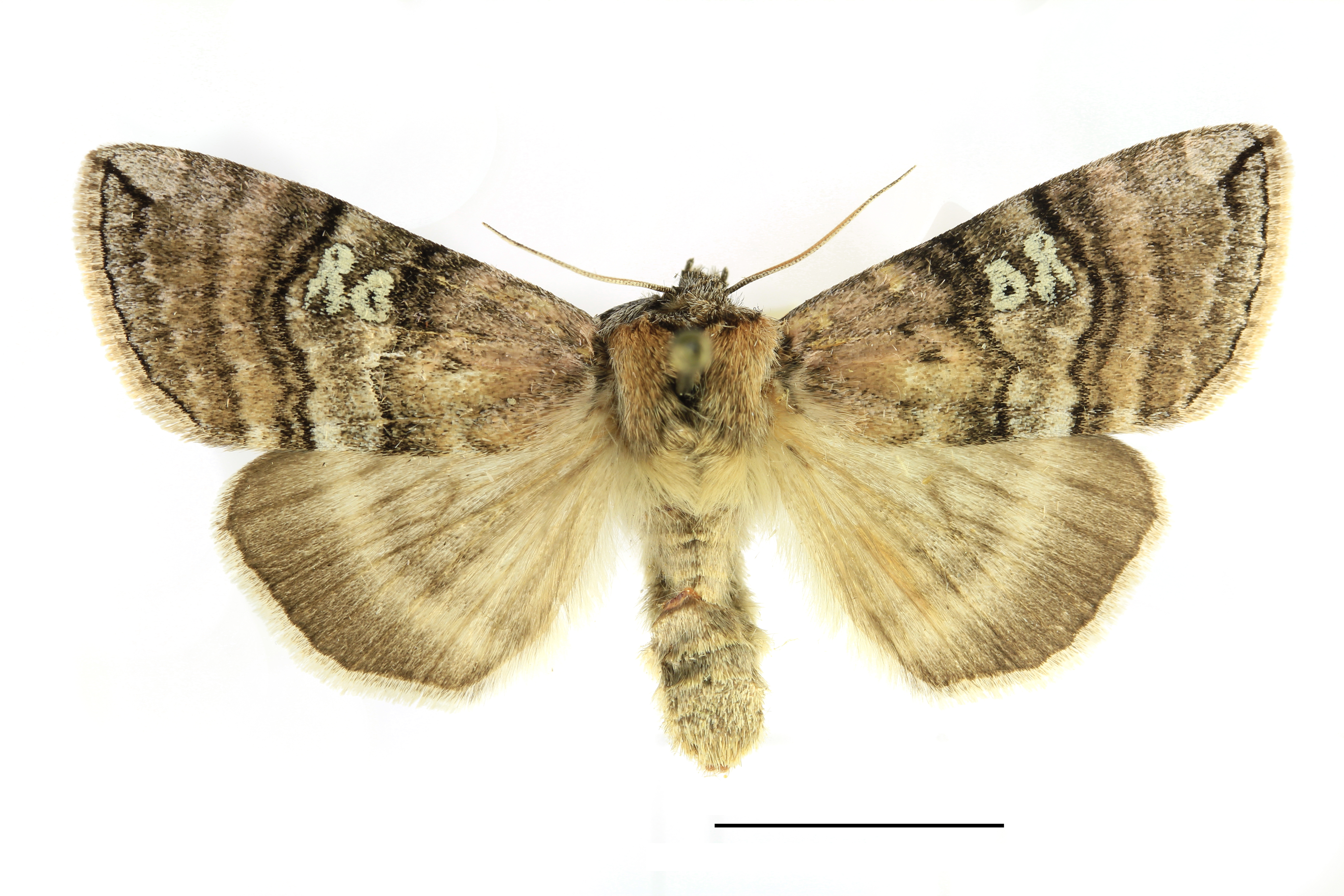

## Dottertaxa tillTethea, i alfabetisk ordning[1][2]
- Tethea aenea
- Tethea akanensis
- Tethea albicosta
- Tethea albicostata
- Tethea albingensis
- Tethea albingoflavimacula
- Tethea albingoradiata
- Tethea albingosubcoeca
- Tethea ampliata
- Tethea amurensis
- Tethea angustata
- Tethea angustimedia
- Tethea askoldensis
- Tethea aurisigna
- Tethea baluensis
- Tethea basifusca
- Tethea birmanica
- Tethea birohoensis
- Tethea brevis
- Tethea brunnea
- Tethea c-album
- Tethea caspica
- Tethea caucasica
- Tethea chekiangensis
- Tethea clausa
- Tethea commifera
- Tethea confluens
- Tethea congener
- Tethea consimilis
- Tethea consobrina
- Tethea contrastata
- Tethea costaenigrata
- Tethea costinigrata
- Tethea cotangens
- Tethea daisetsuzana
- Tethea diehli
- Tethea dilutior
- Tethea discolor
- Tethea farinosa
- Tethea fasciata
- Tethea flavescens
- Tethea flavistigmata
- Tethea fletcheri
- Tethea frankii
- Tethea fukienensis
- Tethea fusca
- Tethea fuscostigmata
- Tethea gaelica
- Tethea gamma-graecum
- Tethea gemina
- Tethea grandis
- Tethea griseocostata
- Tethea griseofasciata
- Tethea griseomacula
- Tethea hela
- Tethea hibernica
- Tethea hoenei
- Tethea intensa
- Tethea intermedia
- Tethea interrupta
- Tethea japoniba
- Tethea japonica
- Tethea juncta
- Tethea koreibia
- Tethea koreonaga
- Tethea kosswigi
- Tethea kurilensis
- Tethea lineofracta
- Tethea marginata
- Tethea mediofusca
- Tethea microphthalma
- Tethea montana
- Tethea monticola
- Tethea mushana
- Tethea nigrescens
- Tethea nigrofasciata
- Tethea oberthuri
- Tethea obscura
- Tethea obsoleta
- Tethea occidentalis
- Tethea octogena
- Tethea octogesima
- Tethea octogesimea
- Tethea ocularis
- Tethea or
- Tethea orientalis
- Tethea osthelderi
- Tethea pectinata
- Tethea permarginata
- Tethea punctorenalia
- Tethea radiata
- Tethea roberti
- Tethea rosea
- Tethea rufa
- Tethea sareptensis
- Tethea scotica
- Tethea separata
- Tethea shansiensis
- Tethea simplex
- Tethea solena
- Tethea subampliata
- Tethea suffusa
- Tethea szechwanensis
- Tethea taiwana
- Tethea tangens
- Tethea terrosa
- Tethea tokotana
- Tethea trifolium
- Tethea tsinlingensis
- Tethea undata
- Tethea unifasciata
- Tethea unimaculata
- Tethea variegata
- Tethea watanabei
- Tethea wilemani
- Tethea ypsilon-graecum